# Duilhac-sous-Peyrepertuse
Duilhac-sous-Peyrepertuse en francés y oficialmente desde el 5 de mayo de 1976 (anteriormente la denominación era Duilhac), Duilhac jos Pèira-Pertusa en occitano, es una localidad  y comuna francesa, situada en el departamento del Aude en la región de Languedoc-Rosellón.
A sus habitantes se les conoce por el gentilicio en francés de duilhacais.

## Geografía
La comuna se halla situada en las Corbières y atravesada por el río Verdouble

## Demografía
| 259 | 311 | 300 | 291 | 351 | 356 | 325 | 322 | 327 | 328 | 336 | 305 | 316 | 287 | 285 | 284 | 267 | 254 | 255 | 225 | 231 | 215 | 203 | 190 | 199 | 170 | 146 | 111 | 97 | 94 | 87 | 104 |
| Para los censos de 1962 a 1999 la población legal corresponde a la población sin duplicidades (Fuente: INSEE [Consultar]) |     |     |     |     |     |     |     |     |     |     |     |     |     |     |     |     |     |     |     |     |     |     |     |     |     |     |     |    |    |    |     |

(Población sans doubles comptes según la metodología del INSEE).

## Lugares de interés
- Castillo cátaro de Peyrepertuse
- Iglesia de Sant-Michel, cedida en 1115 al priorato de Serrabonne junto a la de Santa Maria del castillo de Peyrepertuse. Formada por una única nave de cañón. En 1866 se le añadió el campanario.
- Gargantas del río Verdouble
- Molino Ribaute, antiguo molino de trigo

## Personalidades relacionadas con la comuna
- Henri Paul Eydoux (1907 - 1986), político, historiador y escritor sobre los castillos medievales del Aude y en especial el de Peyrepertuse.